# کلارکس‌دیل (ایلینوی)
کلارکس‌دیل (به انگلیسی: Clarksdale) یک منطقهٔ مسکونی در ایالات متحده آمریکا است که در ایلینوی واقع شده‌است.